# Culpas ajenas (película de 1939)
Culpas ajenas (título original: Let Us Live) es una película estadoundiense de 1939 dirigida por John Brahm y protagonizada por Maureen O'Sullivan, Henry Fonda y Ralph Bellamy.

## Argumento
A causa de una evidencia clara un joven taxista y su amigo son llevados ante los tribunales, donde se les acusa de haber llevado a cabo un brutal ataque a la taquilla de un teatro. Son declarados culpables y condenados a muerte. Sólo después del juicio la prometida del taxista descubre errores importantes en la investigación policial del caso.

## Reparto
| Actor              | Personaje          |
| ------------------ | ------------------ |
| Maureen O'Sullivan | Mary Roberts       |
| Henry Fonda        | 'Brick' Tennant    |
| Ralph Bellamy      | Teniente Everett   |
| Alan Baxter        | Joe Landon         |
| Stanley Ridges     | Fiscal de distrito |
| Henry Kolker       | Jefe de policía    |
| George Lynn        | Joe Taylor         |
| George Douglas     | Ed Walsh           |
| Phillip Trent      | Frank Burke        |
| Martin Spellman    | Jimmy Dugan        |

## Producción
Se desarrolló la historia de la película con base en un incidente que ocurrió en 1932, en el que dos taxistas de Boston fueron acusados del asesinato de un empleado de un teatro siendo ellos inocentes. Una vez habiendo preparado todo, se rodó el filme entre el 25 de noviembre de 1938 y el 7 de enero de 1939.

## Recepción
Hoy en día la película ha sido valorada en portales cinematográficos. En IMDb, por ejemplo, con aproximadamente 703 votos registrados, el filme obtiene una media ponderada de 6,7 sobre 10. En cuanto a Rotten Tomatoes, los menos de 50 votos registrados allí le dieron una valoración media de 2,8 de 5.